# Birondewal
Birondewal – wieś w Indiach, w stanie Uttarakhand. W 2011 roku liczyła 923 mieszkańców.